# پوروم (اکلاهما)
پوروم(به انگلیسی: Porum) شهری در ایالت اکلاهما کشور ایالات متحده آمریکا است که جمعیت آن در سرشماری سال ۲۰۱۰ میلادی، ۷۲۷ نفر بوده‌است.